# Poggio Nativo
Poggio San Lorenzo là một đô thị ở tỉnh Rieti trong vùng Latium, có khoảng cách khoảng 50 km về phía đông bắc của Roma và cách khoảng 15 km về phía nam của Rieti. Tại thời điểm ngày 31 tháng 12 năm 2004, đô thị này có dân số 538 người và diện tích là 8,7 km².
Poggio San Lorenzo giáp các đô thị: Casaprota, Frasso Sabino, Monteleone Sabino, Torricella in Sabina.